# حامد فلاته
حامد فلاته (انگلیسی: Hamed Falatah؛ زادهٔ ۳ دسامبر ۱۹۹۲) یک ورزشکار اهل عربستان سعودی است.